# Paul Baylon
Pour les articles homonymes, voir Baylon.
Paul Baylon (nom complet : Alexis Achille Paul Émile Baylon) est un homme politique français né le 4 août 1877 à Saint-Junien (Haute-Vienne) et mort le 29 décembre 1947 à Toulon (Var).

## Biographie
Fils d'un professeur de physique du collège de Saint-Junien, Paul Baylon était militaire de carrière, dans la Marine nationale française, au poste de pharmacien-chimiste général, notamment à l’hôpital maritime de Bizerte. 
Il est nommé chevalier de la Légion d'honneur le 12 juillet 1918, officier du même ordre le 8 janvier 1927 et commandeur le 8 juillet 1937.

## Carrière politique
Il a occupé le poste de maire de Toulon du 25 octobre au 29 décembre 1947, date de sa mort. Louis Puy lui succède à ce poste.